# Fujiwara Kikan

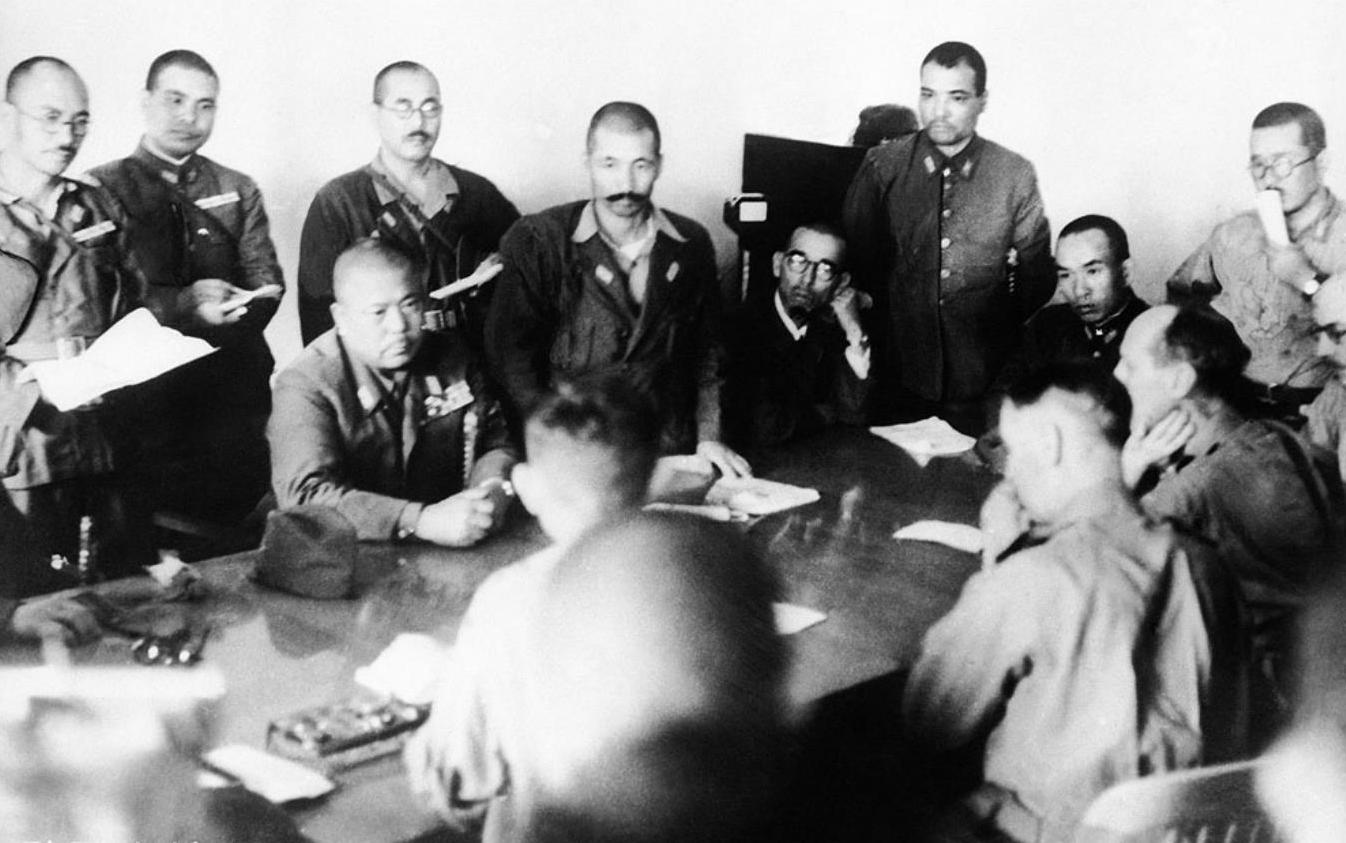
Übergabeverhandlungen in Singapur

Fujiwara Kikan (japanisch 藤原 機関), auch F-Kikan genannt, war eine japanische Geheimdienstoperation während des Pazifikkriegs mit dem Ziel, indische Offiziere und Soldaten zum Überlaufen zu bewegen.

## Übersicht
Diese Operation wurde benannt nach dem befehlenden Major Fujiwara Iwaichi (1908–1986). Er war beauftragt, während der malaiischen Operationen 1941 bis 1942 anti-britische Kräfte zu mobilisieren, um die Eroberung Indiens zu erleichtern. Er gewann genug indische Offiziere und Soldaten, um die „Indian National Army“ unter Leitung von Hauptmann Mohan Singh (1909–1989) mit 40.000 Kriegsgefangenen aufzustellen. In Anerkennung für die Rettung und den anschließenden Schutz des Sultans von Kedah und seiner Familie richtete der Prinz Abdul Raman (1903–1990), der später der erste malaiische Ministerpräsident (1963 bis 1970) wurde, Aufrufe an seine Leute, mit den Japanern zusammenzuarbeiten.
Die Organisation versuchte auch die anti-britische „Young Malay Union“ zu mobilisieren. Sie hatte dabei allerdings wenig Erfolg, da die führenden Mitglieder kurz nach Beginn des Krieges festgenommen worden waren. Mit der britischen Aufgabe von Singapur im Februar 1942 wurde die Organisation aufgelöst. Eine neue Verbindungsorganisation, nach dem Chef, Oberst Iwakuro Hideo (岩畔 豪雄; 1897–1970), „Iwakura Kikan“ genannt, übernahm die weitere Koordination der Aktivitäten der Indischen Nationalarmee und des japanischen Militärs.